# Lancer du marteau masculin aux Jeux olympiques d'été de 1972
Navigation
Mexico 1968 Montréal 1976
L'épreuve du lancer du marteau masculin aux Jeux olympiques de 1972 s'est déroulée les 4 et 7 septembre 1972 au Stade olympique de Munich, en République fédérale d'Allemagne.  Elle est remportée par le Soviétique Anatoliy Bondarchuk.

## Résultats

### Finale
| Médaille d'or      | Anatoliy Bondarchuk  | Union soviétique     | 75.50 | 75.50 | 72.62 | 71.76 | 73.78 | 73.50 | 72.90 | OR |
| Médaille d'argent  | Jochen Sachse        | Allemagne de l'Est   | 74.96 | 71.54 | x     | 73.70 | 71.26 | x     | 74.96 |    |
| Médaille de bronze | Vasiliy Khmelevskiy  | Union soviétique     | 74.04 | 68.82 | 71.62 | 74.04 | 68.16 | x     | x     |    |
| 4                  | Uwe Beyer            | Allemagne de l'Ouest | 71.52 | 70.32 | 71.52 | x     | 68.98 | 69.90 | x     |    |
| 5                  | Gyula Zsivótzky      | Hongrie              | 71.38 | 71.38 | 70.44 | 70.48 | x     | 70.66 | 70.20 |    |
| 6                  | Sándor Eckschmiedt   | Hongrie              | 71.20 | 71.20 | x     | 67.26 | 69.24 | 67.90 | 68.86 |    |
| 7                  | Edwin Klein          | Allemagne de l'Ouest | 71.14 | 71.14 | x     | x     | 69.70 | 70.26 | x     |    |
| 8                  | Shigenobu Murofushi  | Japon                | 70.88 | 69.36 | 70.88 | 70.32 | 65.70 | 69.08 | 68.54 |    |
| 9                  | Mario Vecchiato      | Italie               | 70.58 | x     | 69.46 | 70.58 |       |       |       |    |
| 10                 | Karl-Hans Riehm      | Allemagne de l'Ouest | 70.12 | 70.12 | 68.98 | 69.44 |       |       |       |    |
| 11                 | István Encsi         | Hongrie              | 70.06 | 66.32 | 69.82 | 70.06 |       |       |       |    |
| 12                 | Tom Gage             | États-Unis           | 69.50 | 66.94 | 69.50 | x     |       |       |       |    |
| 13                 | Reinhard Theimer     | Allemagne de l'Est   | 69.16 | x     | 69.16 | x     |       |       |       |    |
| 14                 | Strećko Štiglić      | Yougoslavie          | 68.34 | 67.60 | 68.34 | 67.60 |       |       |       |    |
| 15                 | Stavros Moutaftsidis | Grèce                | 68.30 | 68.14 | 68.30 | 67.04 |       |       |       |    |
| 16                 | Barry Williams       | Royaume-Uni          | 68.18 | 68.18 | 66.56 | x     |       |       |       |    |
| 17                 | Peter Sternad        | Autriche             | 66.64 | 65.60 | 65.94 | 66.64 |       |       |       |    |
| 18                 | Iosyp Hamskiy        | Union soviétique     | 66.26 | 66.26 | x     | 65.34 |       |       |       |    |
| 19                 | Jacques Accambray    | France               | 65.06 | x     | 65.06 | x     |       |       |       |    |
| 20                 | Takeo Sugawara       | Japon                | 64.70 | 55.82 | 64.56 | 64.70 |       |       |       |    |

## Légende
Records et Performances
- AR : Record continental (area record)
- CR : Record des championnats (championship record)
- MR : Record du meeting (meet record)
- NR : Record national (national record)
- OR : Record olympique (olympic record)
- PR : Record paralympique (paralympic record)
- PB : Record personnel (personal best)
- SB : Meilleure performance personnelle de la saison (season's best)
- WL : Meilleure performance mondiale de l'année (world leader)
- WJR : Record du monde junior (world junior record)
- WR : Record du monde (world record)

Circonstances et Conditions
- DNF : N'a pas terminé (did not finish)
- DNS : N'a pas pris le départ (did not start)
- DQ : Disqualification (disqualification)
- NM : Aucun essai valable enregistré (No Mark)
- Q : Qualifié « directement » au prochain tour (ou à la prochaine compétition), lors d'une compétition majeure, grâce au classement ou à la réalisation des minima (automatic qualifier)
- q : Qualifié au prochain tour (ou à la prochaine compétition), lors d'une compétition majeure, grâce au repêchage ou à la réalisation de l'une des meilleures performances parmi celles des « non qualifiés directement » (grâce au meilleur temps ou à la meilleure distance par exemple) (secondary qualifier)